# Orthofidonia distinctaria
Orthofidonia distinctaria är en fjärilsart som beskrevs av D'urban 1861. Orthofidonia distinctaria ingår i släktet Orthofidonia och familjen mätare. Inga underarter finns listade i Catalogue of Life.